# 紫金牛叶冬青
紫金牛叶冬青（学名：Ilex metabaptista var. myrsinoides）为冬青科冬青属下的一个变种。

## 扩展阅读
- 維基物種上的相關：紫金牛叶冬青